# Synagoge (Gangelt)

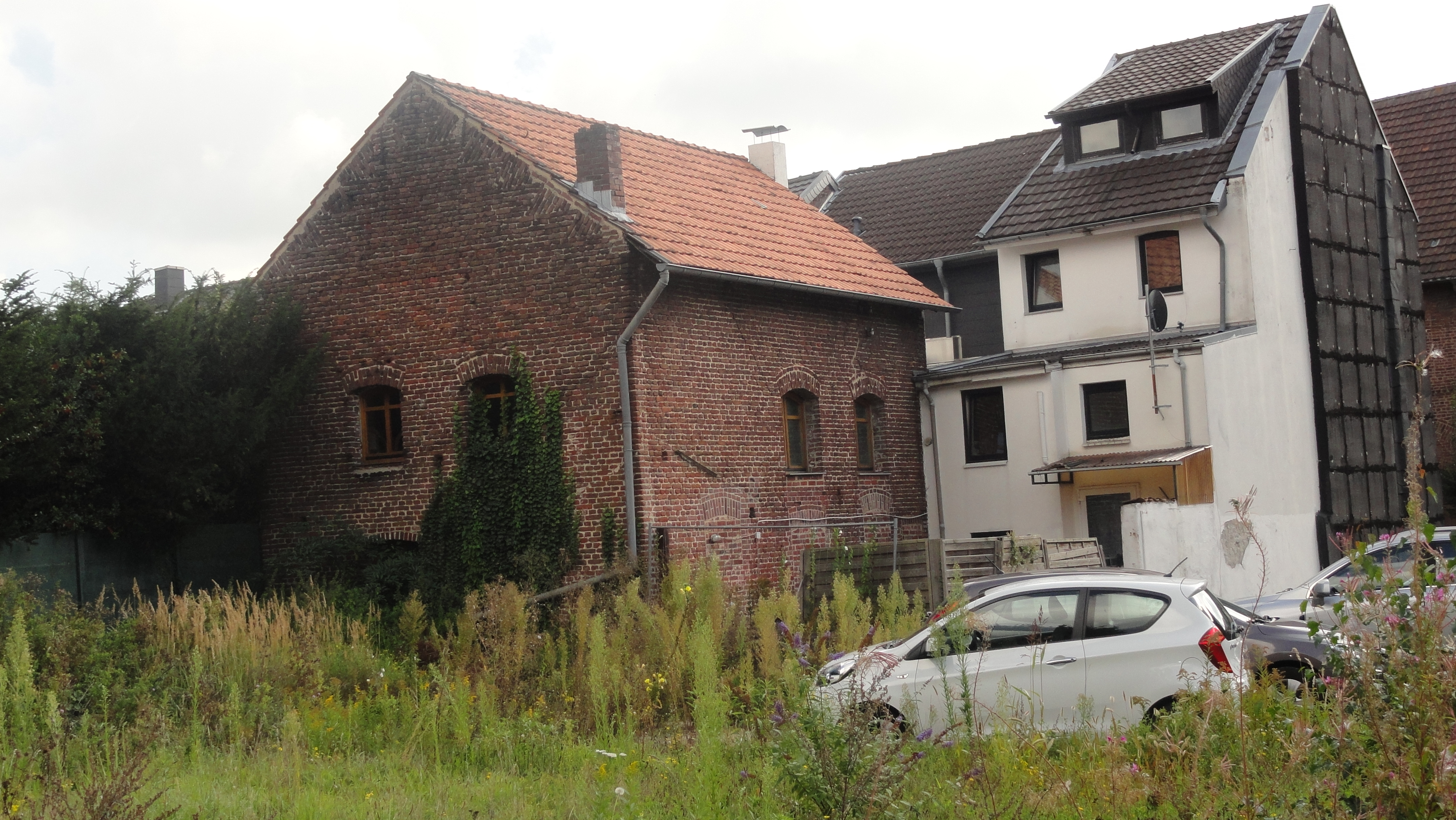
Synagoge in Gangelt (Backsteinbau)

Die Synagoge in der Gemeinde Gangelt ist die einzige erhaltene Synagoge im Kreis Heinsberg in Nordrhein-Westfalen. Die profanierte Synagoge an der Heinsberger Straße 11 ist ein geschütztes Baudenkmal.
Die Synagoge, ein Backsteinbau, wurde 1824 eingeweiht.
Während des Novemberpogrome 1938 wurde die Synagoge verwüstet, aber nicht angezündet, um die Nachbarhäuser nicht zu gefährden. Die Einrichtung und die Kultgegenstände wurden geplündert. Nach dem Pogrom wurde das Gebäude verkauft und umgenutzt.